# Stenrev (film)
Stenrev er en film instrueret af Jan C. G. Larsen, der også har skrevet filmens manuskript.

## Handling
Plante- og dyrelivet omkring et stenrev ved Læsø. Fødekæder illustreres. Filmen kan ses som en fortsættelse af Havets Lavvandsfauna.